# MAYUKA
MAYUKA（まゆか、1963年10月2日 - ）は、日本の元AV女優。

## 略歴・人物
神奈川県出身。
2003年にレイディックスの専属女優として40歳にしてAVデビュー。当初の芸名は、年齢にちなみ「MAYUKA FORTY（まゆかふぉーてぃ）」。
2004年7月よりマドンナの専属女優に転じ「MAYUKA」に改名。
2005年に専属を離れ、複数メーカーの作品に出演し引退。

## 出演作品

### アダルトビデオ
2003年
- 熟女ナンパ 下町葛飾・金○商店街編（11月25日、レイディックス）
- 40歳 MAYUKA FORTY（12月19日、レイディックス）

2004年
- お姉さんがしてあげるEX 熟女のまごころ（1月26日、レイディックス）
- 誘惑陰母 有閑マダム MAYUKA（2月25日、レイディックス）
- 温泉に行きましょっ♥ MAYUKA FORTY（40歳） 〜はじめての不倫旅行〜（3月25日、レイディックス）
- レズレッスン 2（4月28日、レイディックス）共演:朝倉なほ、北山静香、秋永好美
- 女教師MAYUKA陵辱（5月26日、レイディックス）
- 官能病棟 Dr.MAYUKAのおチ●ポ診察 （6月25日、レイディックス）
- 超高級エロミセス MAYUKA（7月15日、マドンナ）
- 義母の微笑 〜かまきり熟女の陰惑〜（8月15日、マドンナ）
- 妻たちのセレナーデ 特別編（9月15日、マドンナ）共演:友田真希、赤坂ルナ
- 美熟女家庭教師・誘惑の午後（10月15日、マドンナ）
- 美熟女ぶっかけ（11月15日、マドンナ）
- 美熟女社長MAYUKAのチンポ漁りズボハメ紀行（12月15日、マドンナ）

2005年
- 艶熟 中出し（1月13日、グローリークエスト）
- MAYUKAママは保健の先生（2月18日、メディアアーツ）
- 必ずヤレる!人妻専用出会い系サイト 2（2月25日、シャイ企画）他出演:松雪聖名、結衣美沙
- 近親相姦 巨乳母の憂鬱（3月12日、グローリークエスト）
- 美熟女…H 15（4月9日、クリスタル映像）他出演:安倍京子、三上夕希、大石一恵、日向ゆみ、鈴木琳茄
- 不倫tower（5月20日、ネクストイレブン）他出演:川島杏里、矢吹まい
- 40歳〜41歳 BEST OF MAYUKA FORTY（5月25日、レイディックス）※ベスト版
- 美熟女マガジン マドンナ倶楽部 2（6月17日、アリスJAPAN）他出演:青山愛、水野さくら、杉本夏生、渋谷歩美、幹谷はるか、五月留美、沖名良美、原早苗
- 近親相姦 MAYUKA（8月1日、ワンズファクトリー）

2006年
- MAYUKA総集編 4時間（1月25日、マドンナ）※ベスト版

### イメージビデオ
- 妖蝶 AGEHA （2004年3月25日、レイディックス）